# Moule brune
Perna perna
Espèce

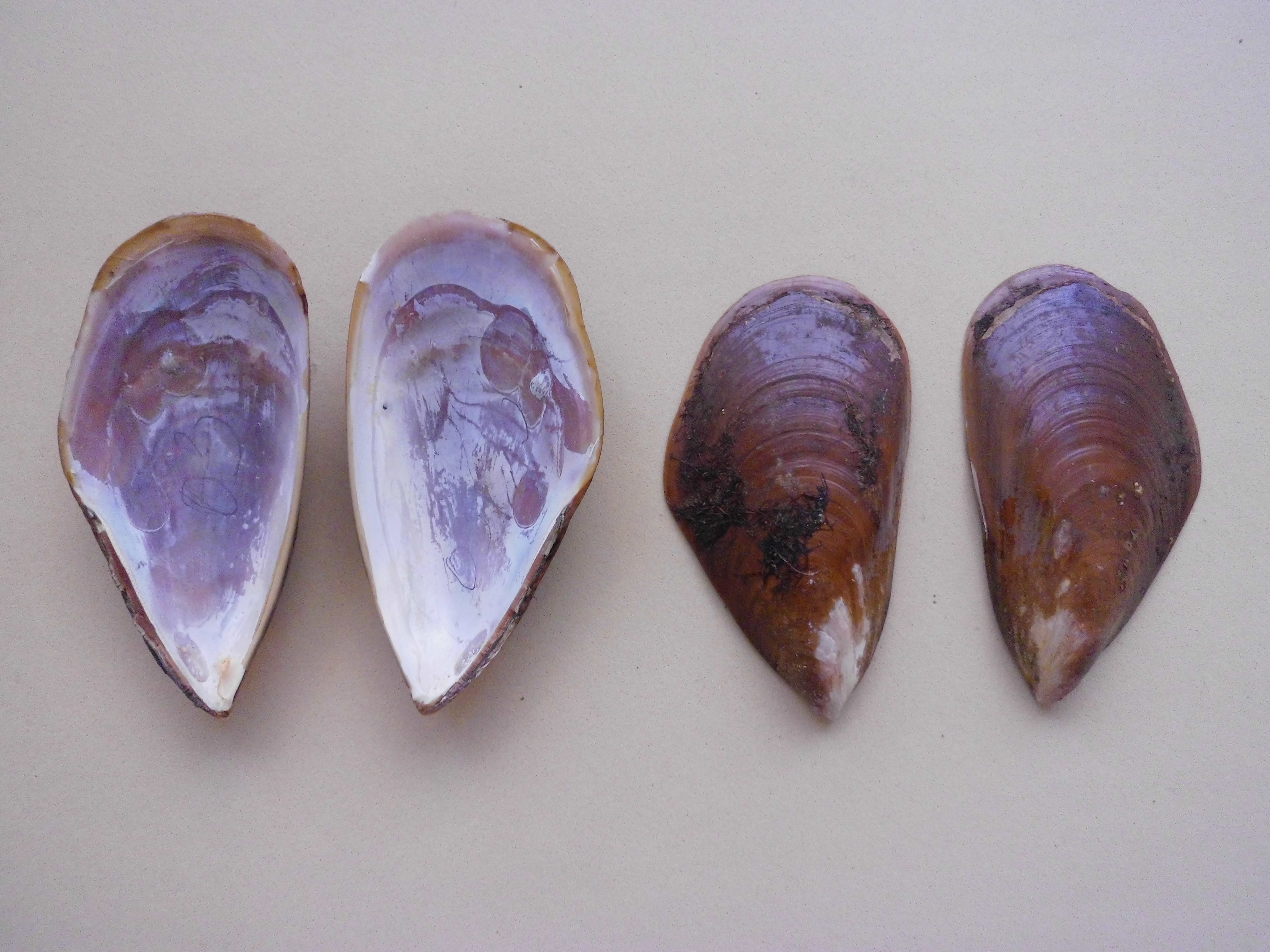
Coquilles de Perna perna (vues interne et externe).

La Moule brune (Perna perna), ou Moule de roche sudaméricaine,, est une espèce de mollusques bivalves de la famille des Mytilidae. C'est une espèce économiquement importante car récoltée comme source de nourriture mais elle est également connue pour abriter ou concentrer certaines toxines et causer des dommages aux structures marines.
Originaire d'Afrique où elle est maintenant confrontée à l'espèce localement invasive Mytilus galloprovincialis, d'Europe et d'Amérique du Sud, elle a été introduite dans les eaux d'Amérique du Nord.

## Description
La moule brune mesure généralement 90 mm de long, bien que pouvant atteindre jusqu'à 120 mm. Elle est facilement reconnaissable à sa couleur brune, mais sa caractéristique d'identification est morphologique.
Son byssus est plus résistant, que celui de M. galloprovincialis et il est plus résistant chez les moules solitaires que chez celles venant des moulières naturelles, probablement en raison de fils de byssus plus nombreux et plus épais.
Valve droite et gauche du même spécimen :

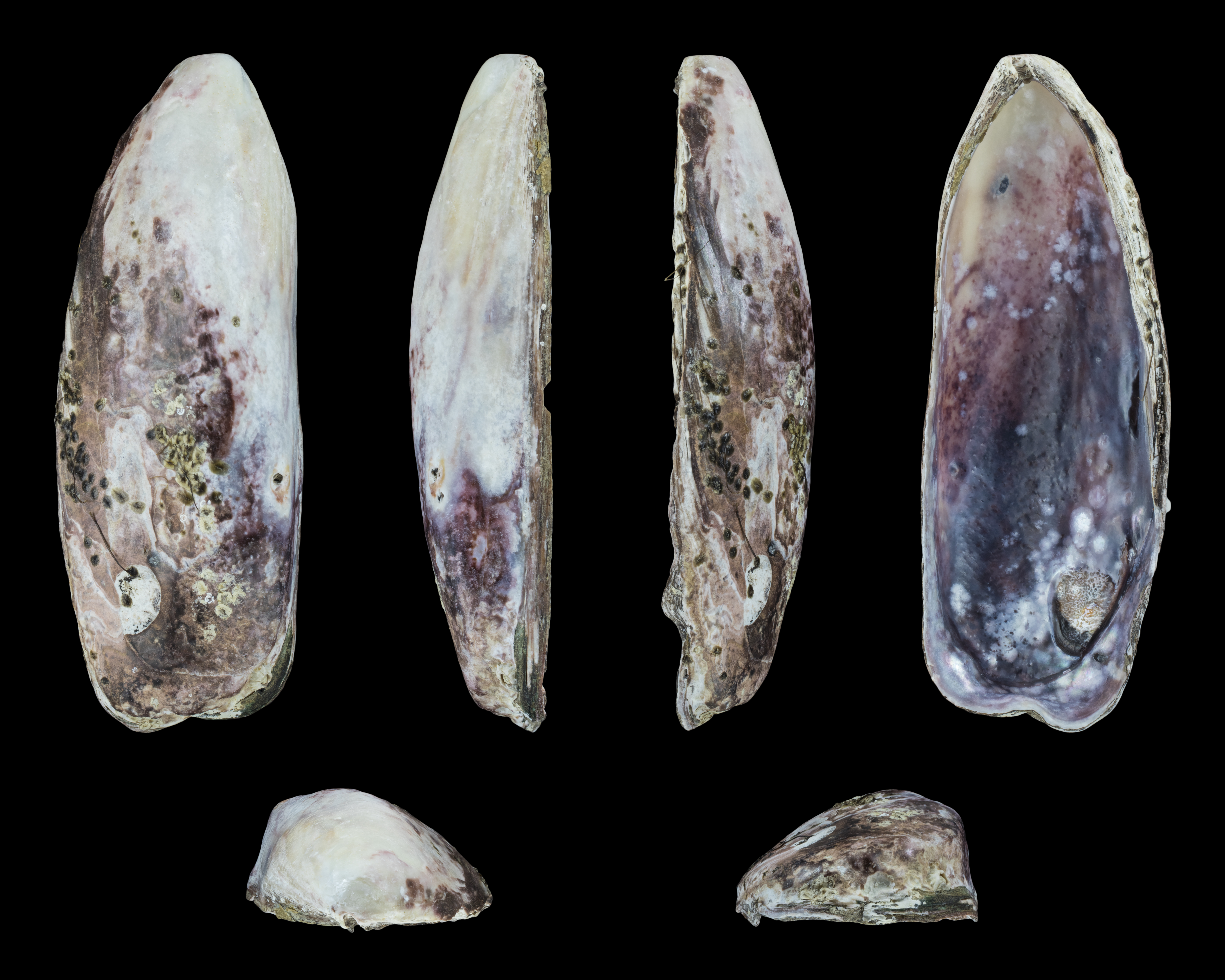
Valve droite
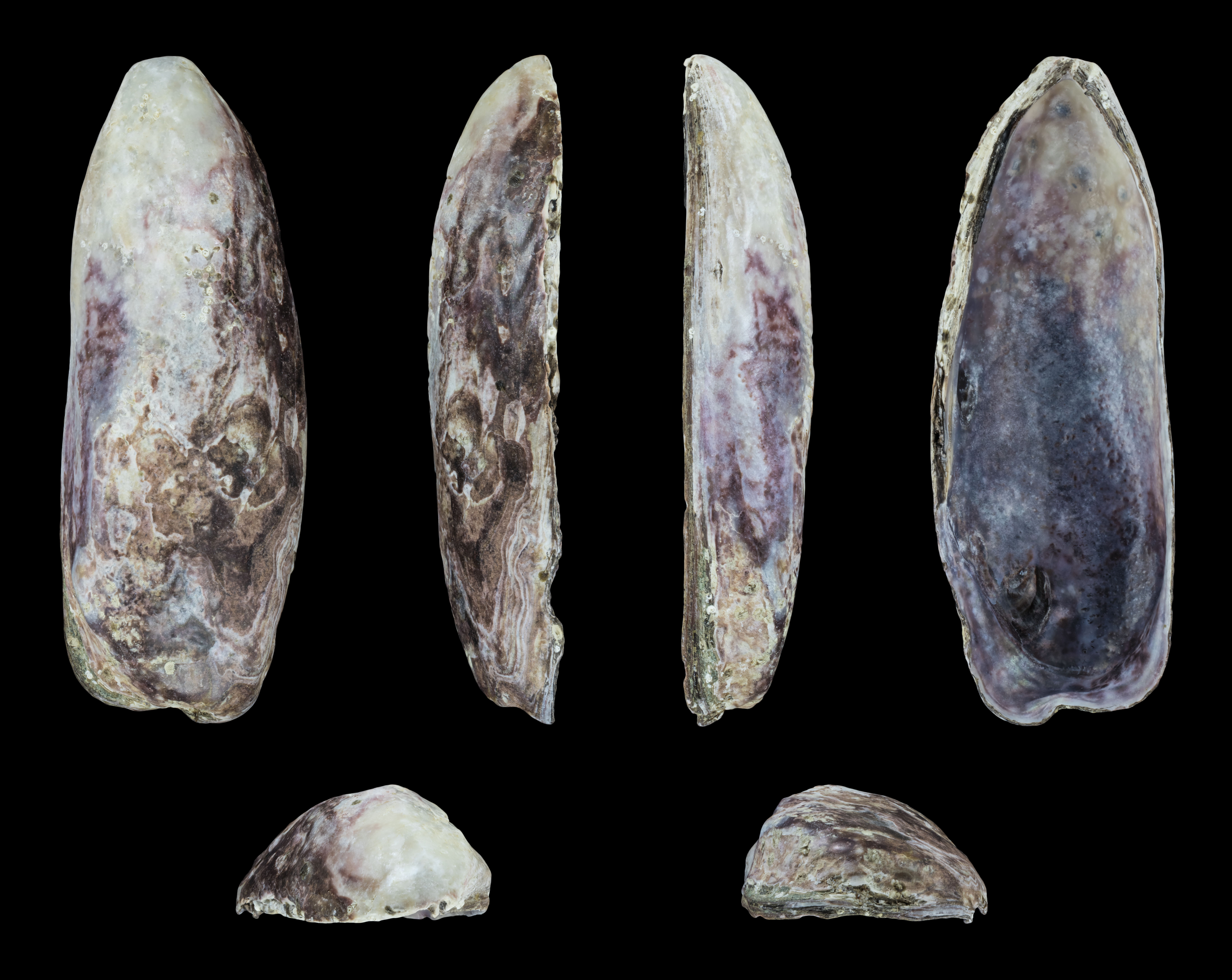
Valve gauche

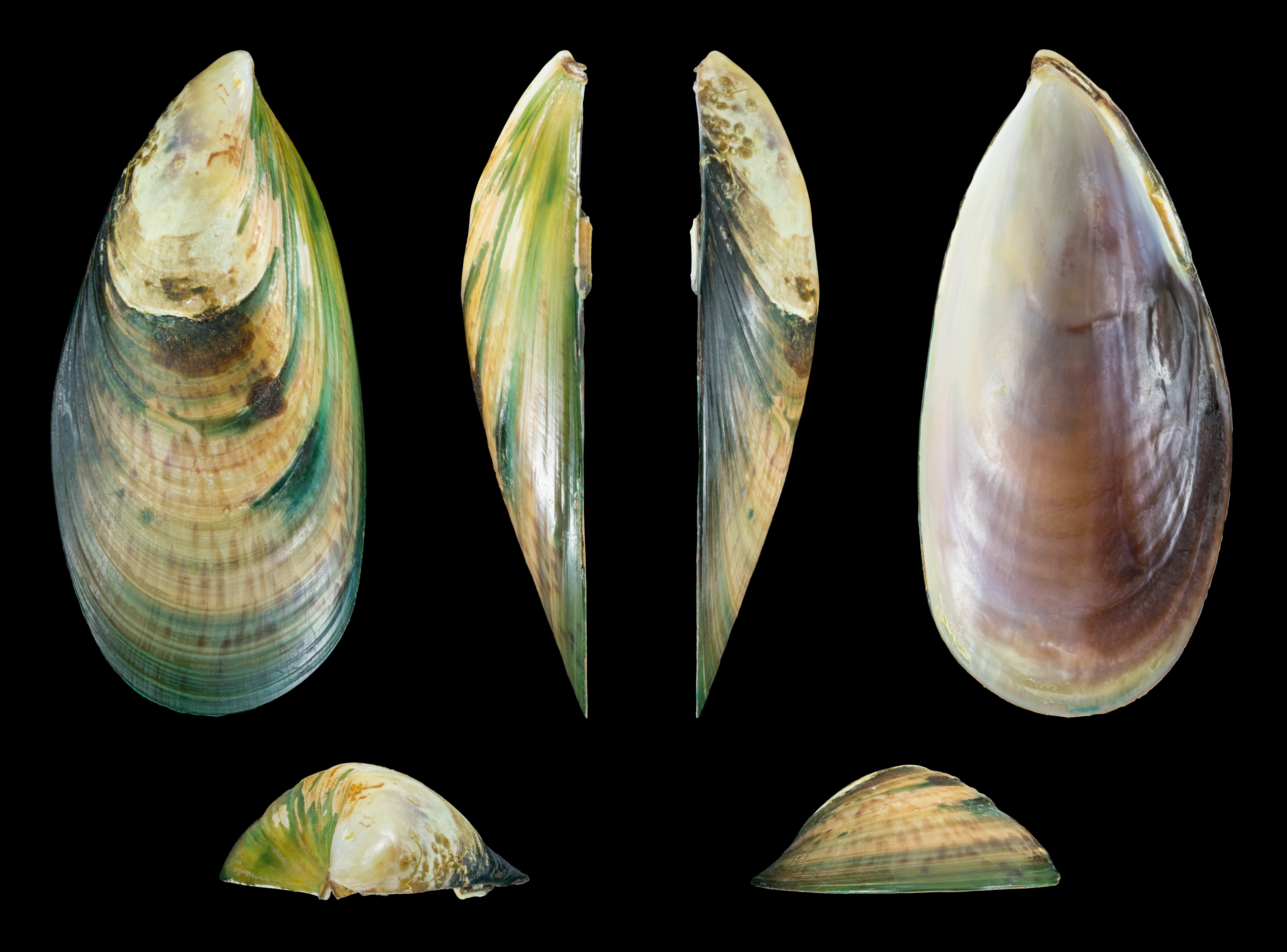
Valve droite
Valve gauche

Perna perna var. picta

Valve droite et gauche du même spécimen :

Valve droite
Valve gauche

Perna perna var. elongata

Valve droite et gauche du même spécimen :
- Valve droite
- Valve gauche

## Risques de confusion
Des espèces similaires sont : 
- la moule méditerranéenne, Mytilus galloprovincialis, qui a une forme et une couleur similaire à la moule brune et partage son habitat naturel sur la côte sud-ouest de l'Afrique, mais ayant une coquille plus large et résistant moins bien aux vagues de surface que Perna perna[6], qui a une coquille plus large [4]. La Moule européenne est également plus résistante aux perturbations humaines telles que l'utilisation pour les appâts et la consommation[7]. Elle concurrence la Moule brune car elle est plus résistante à certains parasites.
- la moule noire, Choromytilus meridionalis, a une forme et une taille proche, mais une morphologie légèrement différente[6].
- la moule verte Perna viridis (en), dont la couleur et la forme peuvent changer selon les conditions environnementales[8].

## Habitat et répartition
La Moule brune est originaire des régions tropicales et subtropicales de l'océan Atlantique et de l'océan Indien occidental. On la trouve sur la côte ouest de l'Afrique et la côte de l'Amérique du Sud jusqu'aux Caraïbes, ainsi que sur la côte est de l'Afrique et à Madagascar. Elle est présente en Afrique du Sud. En Amérique, on la trouve au Chili et au Pérou, mais elle a été accidentellement introduite (devenant envahissante) sur la côte du Texas, probablement via les coques de bateaux et les ballasts des navires en provenance du Venezuela.
La Moule brune colonise naturellement les côtes rocheuses mais peut également se fixer sur des objets artificiels submergés tels que des bouées de navigation, des plates-formes pétrolières et des épaves. Adulte, elle tolère une large plage de température (de 10 à 30 °C), et une plage importante de salinité (de 15 à 50 ppt environ).
Sa colonisation des strates complexifie et enrichit l'écologie marine de cette surface. La colonisation augmente grandement la surface offerte à d'autres organismes (ex. : patelles, polychètes, balanes, escargots, algues et biofilms bactériens qui trouvent là un habitat supplémentaire. En outre, la moule filtre l'eau et produit des pseudofeces utiles à d'autres espèces.
Dans le haut de la colonne d'eau, en Afrique du Sud, Mytilus galloprovincialis domine dans la zone supérieure de la zone balanoïde inférieure, alors que Perna perna domine dans la zone inférieure. Dans la zone médiane, les deux espèces coexistent.

## Écologie et cycle biologique

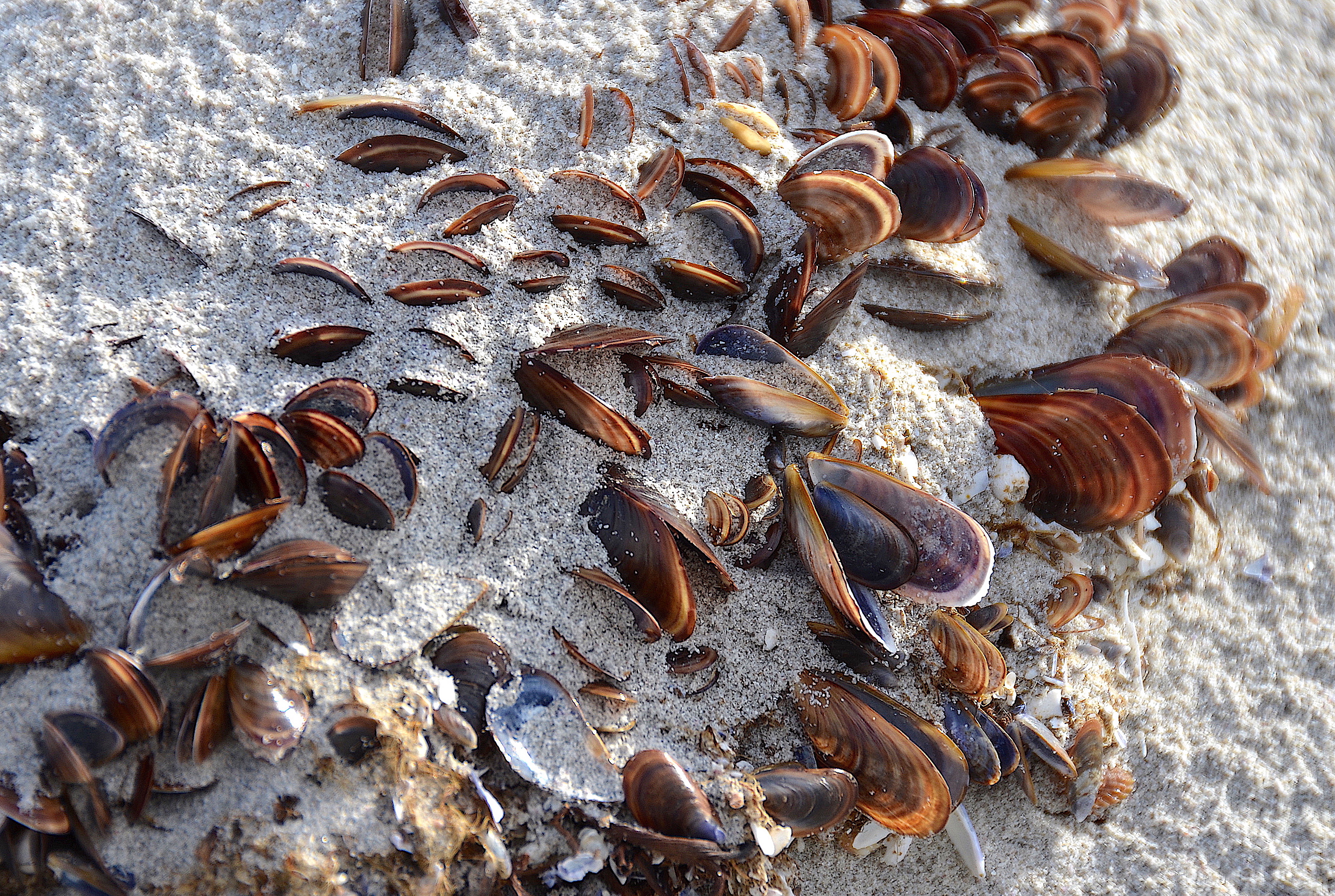
Colonie de moules brunes à demi-enfouies sous le sable (Afrique du Sud).

La moule se reproduit grâce à une fécondation externe lors de la saison de frai (mai-octobre), mais des reproductions ont aussi lieu en décembre. Les deux sexes libèrent respectivement des œufs et du sperme dans l'eau pendant le frai, pour produire des larves véligères. Quinze heures après la fécondation, les larves ont des dents articulées bien développées. Dix à douze jours après la fécondation, les larves subissent une métamorphose où des fils de byssus sont sécrétés. Elles peuvent alors se fixer sur des surfaces rocheuses ou dures (coques, épaves, certains déchets marins…).
La maturation de ses gamètes est positivement corrélée à la température de surface de la mer (ce qui n'est pas le cas pour M. galloprovincialis qui, en outre, ne se reproduit pas au même moment). La force de fixation du byssus diminue quand la température de surface de la mer monte, mais elle est renforcée sous l'effet mécanique des vagues, avec des fils alors plus nombreux et plus épais. La moule est la mieux attachée au moment où elle produit le moins de gamète, ce qui laisse penser que la moule dépense beaucoup d'énergie dans ces deux processus et, selon G.I. Zardi, C.D McQuaid, et K.R Nicastro que, « bien qu'une production élevée de gamètes améliore la capacité de M. galloprovincialis à coloniser l'espace libre, elle peut limiter énergétiquement sa capacité à envahir les rives exposées aux vagues ».
Ce filtreur se nourrit de phytoplancton, de zooplancton et de matières organiques en suspension.
Cette moule est fréquemment infestée par le parasite Proctoeces maculatus et un sporocyste de bucéphale non identifié qui castre les deux sexes. Sur les côtes africaines, elle est la proie du buccin Nucella cingulata, des langoustes, des poulpes, des goélands et de l'huîtrier noir d'Afrique. Sur la côte sud-américaine, elle est mangée par Callinectes danae, Cymatium parthenopeum, Chicoreus brevifrons, Thais haemastoma et Menippe nodifrons.

## Consommation et importance pour les humains
Perna perna est récoltée comme source de nourriture en Afrique et en Amérique du Sud. Sa culture est envisagée car cette espèce peut atteindre rapidement la taille commerciale de 60 à 80 mm en seulement 6 ou 7 mois, et elle est également bien adaptée aux régions tropicales et subtropicales. Cependant, elle peut bioaccumuler des toxines (voir ci-dessous).

## Toxicologie et écotoxicologie
Cette moule peut abriter de la saxitoxine provenant de dinoflagellés qu'elle a filtré et consommé. Elle a par exemple provoqué des épidémies d'intoxication paralytique par les mollusques et crustacés au Venezuela.

## Dommages
La Moule brune est connue pour s'agréger en si grandes quantités qu'elle est capable de couler des bouées de navigation. Elle coexiste également avec la Moule verte asiatique dans l'encrassement des conduites d'eau et des équipements marins. Moins résistante aux vagues et à la chloration que Perna viridis, elle est donc plus facile à contrôler (dans une piscine d'eau de mer ou dans des conduites d'eau de refroidissement de centrales nucléaires par exemple) mais il est recommandé que la concentration de chlore utilisée pour la chloration soit alors supérieure au niveau de tolérance de Perna viridis, la plus résistante des deux moules biosalissantes.